# Theodore L. Poole
Theodore Lewis Poole (* 10. April 1840 in Jordan, New York; † 23. Dezember 1900 in Syracuse, New York) war ein US-amerikanischer Politiker. Zwischen 1895 und 1897 vertrat er den Bundesstaat New York im US-Repräsentantenhaus.

## Werdegang
Theodore Poole wurde ungefähr sechs Jahre vor dem Ausbruch des Mexikanisch-Amerikanischen Krieges im Onondaga County geboren. Die Familie zog 1842 nach Syracuse. Dort besuchte er Gemeinschaftsschulen. Während des Bürgerkrieges verpflichtete er sich im Juli 1862 im 122. Regiment der New York Volunteers, wo er den Dienstgrad eines Sergeant bekleidete und als Quartiermeister diente. Er wurde als Captain entlassen und erhielt am 3. Juli 1865 eine Beförderung zum Brevet-Major. Zwischen 1868 und 1870 arbeitete er als County Clerk im Onondaga County. Er war zwischen 1879 und 1888 United States Pension Agent für den Westdistrikt von New York. 1892 wurde er Commander of the Department of New York in der Grand Army of the Republic. Ferner war er an verschiedenen Fertigungsindustrieunternehmen beteiligt und Direktor der Bank of Syracuse. Politisch gehörte er der Republikanischen Partei an.
Bei den Kongresswahlen des Jahres 1894 für den 54. Kongress wurde Poole im 27. Wahlbezirk von New York in das US-Repräsentantenhaus in Washington, D.C. gewählt, wo er am 4. März 1895 die Nachfolge von James J. Belden antrat. Er erlitt bei der republikanischen Nominierung 1896 für den 55. Kongress eine Niederlage und schied dann nach dem 3. März 1897 aus dem Kongress aus.
1899 wurde er zum US Marshal ernannt – ein Posten, den er bis zu seinem Tod am 23. März 1900 innehatte. Sein Leichnam wurde auf dem Oakwood Cemetery beigesetzt.